# Greatest Hits Volume II
Greatest Hits Volume II é a sexta coletânea do músico norte-americano "Weird Al" Yankovic, lançada em 1994 pela gravadora Scotti Brothers Records. Chegou a 198ª colocação na The Billboard 200 em 1994.

## Faixas
1. "Headline News" - 3:46
2. "Bedrock Anthem" - 3:40
3. "You Don't Love Me Anymore" - 4:01
4. "Smells Like Nirvana" - 3:42
5. "Achy Breaky Song" - 3:23
6. "UHF [Single Version]" - 3:49
7. "Money for Nothing/Beverly Hillbillies*" - 3:08
8. "Jurassic Park" - 3:53
9. "This Is the Life" - 2:59
10. "Polka Your Eyes Out" - 3:49
11. "Yoda" - 3:56
12. "Christmas at Ground Zero" - 3:07